# Svetovna šahovska prvakinja
Svetovna šahovska prvakinja je zmagovalka ženskega Svetovnega šahovskega prvenstva. Tekmovanje poteka pod okriljem FIDE.
Za razliko od večine športov lahko ženske nastopajo na moških tekmovanjih in nekatere igralke sploh ne tekmujejo za ženski naslov. Najmočnejša igralka sveta, Judit Polgar, ni nikoli tekmovala za naslov prvakinje.

## Svetovne šahovske prvakinje
| Ime                  | Lea        | Država                              |
| -------------------- | ---------- | ----------------------------------- |
| Vera Menčik          | 1927–1944  | Češkoslovaška / Združeno kraljestvo |
| Lyudmila Rudenko     | 1950–1953  | Sovjetska zveza / Ukrajina          |
| Elisabeth Bykova     | 1953–1956  | Sovjetska zveza / Rusija            |
| Olga Rubtsova        | 1956–1958  | Sovjetska zveza / Rusija            |
| Elisabeth Bykova     | 1958–1962  | Sovjetska zveza / Rusija            |
| Nona Gaprindašvili   | 1962–1978  | Sovjetska zveza / Gruzija           |
| Maya Chiburdanidze   | 1978–1991  | Sovjetska zveza / Gruzija           |
| Xie Jun              | 1991–1996  | Kitajska                            |
| Susan Polgar         | 1996–1999  | Madžarska / Združene države Amerike |
| Xie Jun              | 1999–2001  | Kitajska                            |
| Zhu Chen             | 2001–2004  | Kitajska                            |
| Antoaneta Stefanova  | 2004–2006  | Bolgarija                           |
| Xu Yuhua             | 2006–2008  | Kitajska                            |
| Aleksandra Kostenjuk | 2008–danes | Rusija                              |